# Platysmacheilus longibarbatus
Platysmacheilus longibarbatus és una espècie de peix cipriniforme de la família dels ciprínids que es troba al riu Iang-Tsé (Xina).